# Burning the Fields
Burning the Fields EP – pierwsza płyta grupy Fields of the Nephilim wydana w formie winylowej 12" EPki. Minialbum został wydany w 1985 roku przez wytwórnię Tower Release. Okładkę, którą zdobiła reprodukcja rysunku McCoya, wypuszczono w dwóch wersjach kolorystycznych: czerwono-czarnej i zielono-czarnej.
W 1993 r. Jungle Records wydał reedycję płyty w wersji kompaktowej z kolorową okładką.
Ep-kę wydano jeszcze dwukrotnie (razem z minialbumem Returning to Gehenna) na kompilacjach Laura (1991 r.) i From Gehenna to Here (2001 r.). 13.06 2025 Jungle Records wydało w limitowanym nakładzie zremasterowaną rozszerzoną dwupłytową edycję - pierwsza płyta zawiera ten sam materiał z dwóch EP-ek co poprzednie wydania, druga remiksy i wersje demo. 

## Lista utworów
1. "Trees come down" - 6:31
2. "Back in gehenna" - 4:12
3. "Darkcell" - 6:42
4. "Laura" - 3:51